# Ahsoka Tano
Ahsoka Tano er en fiktiv person i Star Wars franchisen. Hun introduceres som Jedi-ridder Anakin Skywalkers Jedi-padawan lærling og er en biperson i den animerede film Star Wars: The Clone Wars fra 2008 og den efterfølgende tv-serie af samme titel. Ahsoka medvirker igen i Star Wars Rebels, hvor hun bruger kodenavnet "Fulcrum" og som stemme i live-action filmen Star Wars: The Rise of Skywalker fra 2019.
I animationsserierne lægger Ashley Eckstein stemme til hende, som vil gentage hendes rolle i serien Tales of the Jedi i det sene 2022. Ahsoka er hovedpersonen i hendes roman af samme titel; Eckstein har selv fortalt lydbogen. Ahsoka fik sin første live-action optræden i afsnittet Kapitel 5: Jedien i anden sæson af Disney+ tv-serien The Mandalorian, hvor hun spilles af Rosario Dawson.
Ahsoka blev indledningsvist modtaget med skarp kritik af både fans og anmeldere, men udviklede sig senere til en mere kompleks, alsidig person, og blev til en af fansenes yndlingsperson. Hun er blevet fremhævet som en stærk kvindelig karakter i franchisen

## Optrædener

### Film

#### Star Wars: The Clone Wars(2008)
Ahsoka Tano ses for første gang i Star Wars: The Clone Wars filmen fra 2008 (som er pilotafsnittet til tv-serien af samme titel samme år senere, som 14 år gammel hvor hun er blevet tildelt Anakin Skywalker af Yoda for at lære Anakin ansvarlighed. Anakin er først ikke glad for beslutningen. Deres tidlige interaktioner begynder, da Ahsoka kalder Anakin "Skydreng", og Anakin kalder hende "Stump".

#### The Rise of Skywalker(2019)
I filmen Star Wars: The Rise of Skywalker fra 2019, optræder hun som stemme, hvor hun taler til Rey, hovedpersonen i sequel-trilogien for at hjælpe hende med at besejre den genopståede Darth Sidious.

### TV-serier

#### Star Wars: The Clone Wars(2008–2020)
Ahsoka er hovedpersonen i tv-serien Star Wars: The Clone Wars fra 2008, hvor hun er padawan-kommandør i 501. Legionen i Republikkens Stor Armé og fortsætter med at blive trænet som Jedi af Anakin Skywalker. Hun og Anakin udvikler gensidig forkærlighed og de vil gøre hvad som helst for at beskytte eller redde hinanden. 501. Legionens kaptajn klonsoldat CT-7567 "Rex" er også Ahsokas mentor, og hun og Skywalker er begge militærledere i 501. Legionen. I slutningen af femte sæson, bliver Ahsoka falsk anklaget af den oprørske Jedi Barriss Offee og tiltalt af Admiral Wilhuff Tarkin. Jedi-rådet vælger ikke at forsvare Ahsoka under tiltalerejsningen og forviser hende fra Jedi-ordenen. Anakin får hende frifundet for anklagerne, men Ahsoka har mistet tro i Jedi-ordenen og forlader den.

#### The Mandalorian(2020)
Ahsoka får sin første live-action optræden i sæson 2 afsnit 5 "Kapitel 13. Jedien", hvor hun møder den mandalorianske dusørjæger Din Djarin som har fået til opdrag at genforene "Barnet" Grogu (et medlem af Yodas art). Hun fornemmer megen frygt i Grogu og nægter derfor at oplære ham, af frygt for at han kan følge den samme mørke sti, som hendes tidligere mester Anakin Skywalker fulgte da han blev til Darth Vader. Efter Mandalorianeren hjælper hende med at befri en landsby, fortæller Ahsoka Djarin at han skal drage til Jedi-templet på planeten Tython.